# CA Osasuna B
CA Osasuna B, mer känd som Osasuna Promesas eller Osasuna B, är ett reservlag till CA Osasuna, en spansk fotbollsklubb som är baserad i Pamplona som är huvudstad i den autonoma regionen Navarra. Laget grundades 1964 och spelar för närvarande i Segunda División B – grupp 2, och deras hemmamatcher spelas på träningsanläggningen Tajonar som har ca: 4500 sittplatser. 

## Historia
Laget grundades 1962 och döptes då till Osasuna Promesas (svenska: Osasuna löften), men döptes om 1991. De nådde Segunda División B för första gången under 1982-83 säsong och sedan igen 1987 varefter de spelade där i de två nästkommande seklen. 
Från 1994 till 2000 var Osasuna B inte berättigade till avancemang då A-laget spelade i Segunda División och ett reservlag är inte tillåtna att spela i samma serie som A-laget. 
En förändring av klubbstrukturen från 2016 innebär att en anknuten klubb, CD Iruña från Tercera División, kommer att vara en del av Osasuna-strukturen.  Iruña-laget måste spela minst en division under Osasuna B.
Under säsongen 2018-19 vann laget grupp 15 i Tercera División.  Efter segern över Cádiz B i playoffspelet, befordrades Osasuna B till Segunda División B inför säsongen 2019-20. 

## Meriter
Vinnare av Tercera División
- 1985/86
- 1986/87
- 2015/16
- 2018/19